# IBM (шаховий турнір)
Міжнародний шаховий турнір IBM англ. IBM international chess tournament — серія дуже сильних шахових турнірів, що проходили в Амстердамі (Нідерланди) від 1961 до 1981 року, спонсором яких була компанія IBM. Серед переможців основного змагання можна побачити імена п'ятьох чемпіонів світу. 
Одночасно з основним змаганням досить часто відбувався турнір IBM-B, в якому завжди брали участь колишні або майбутні сильні гросмейстери, а місцеві голландські гравці мали можливість грати проти них. Крім того, були ще й турніри нижчого рангу, а загальна кількість учасників становила 120 щорічно. Це був справжній шаховий фестиваль, ідеєю якого було популяризувати шахи.

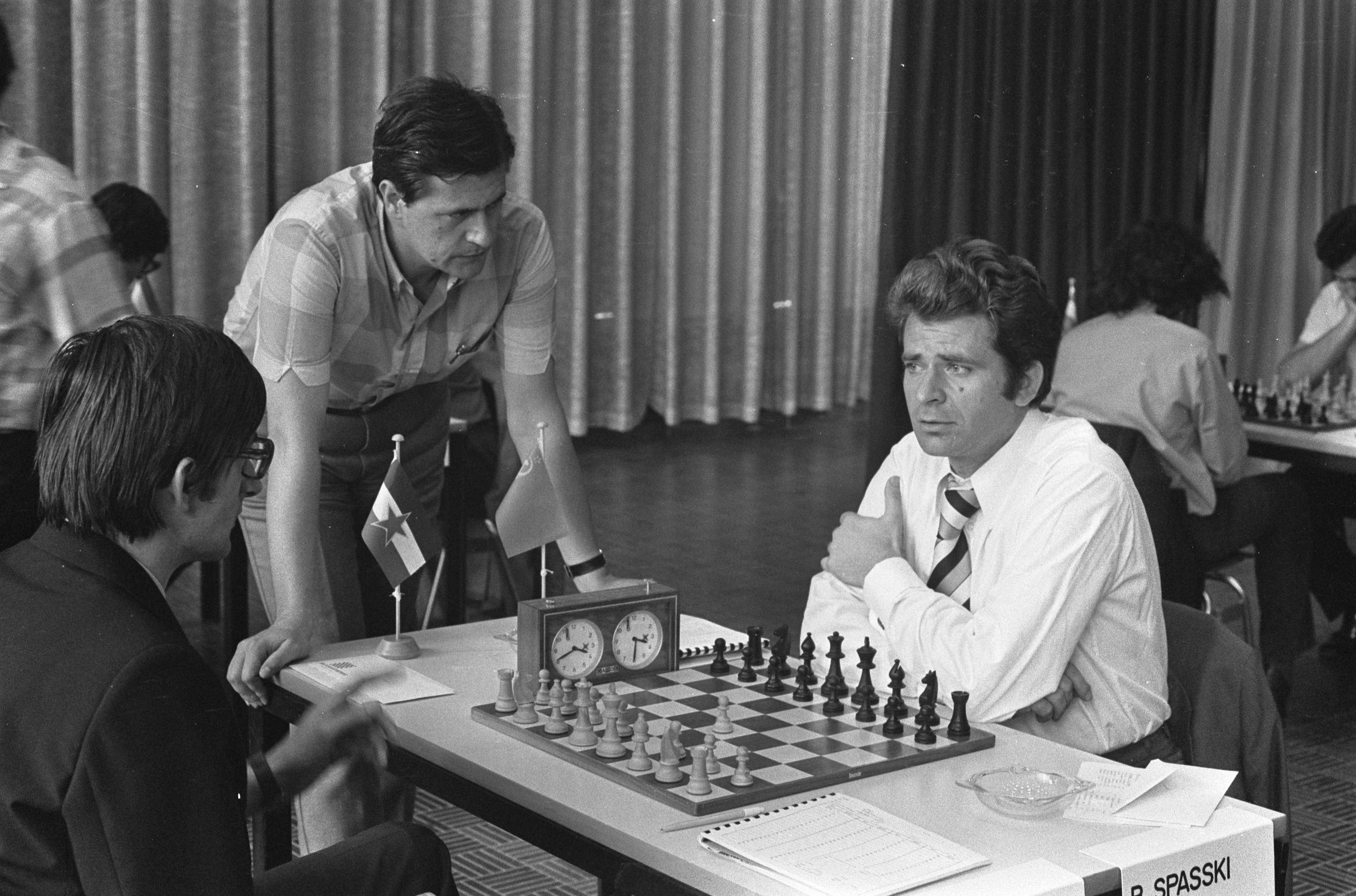
Альбін Планінц (зліва) проти Бориса Спаського (1973 рік)

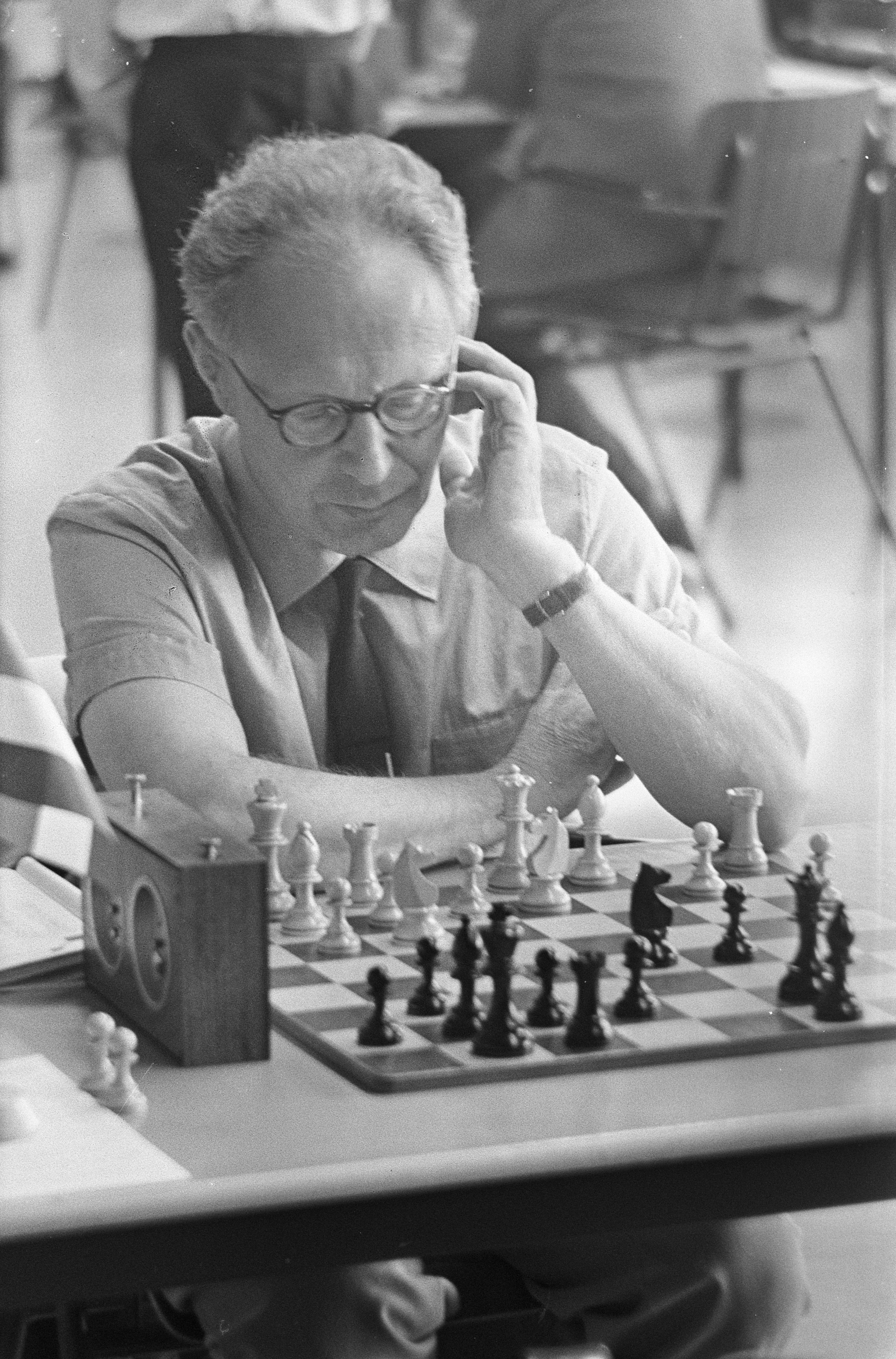
IBM 1966: Михайло Ботвинник

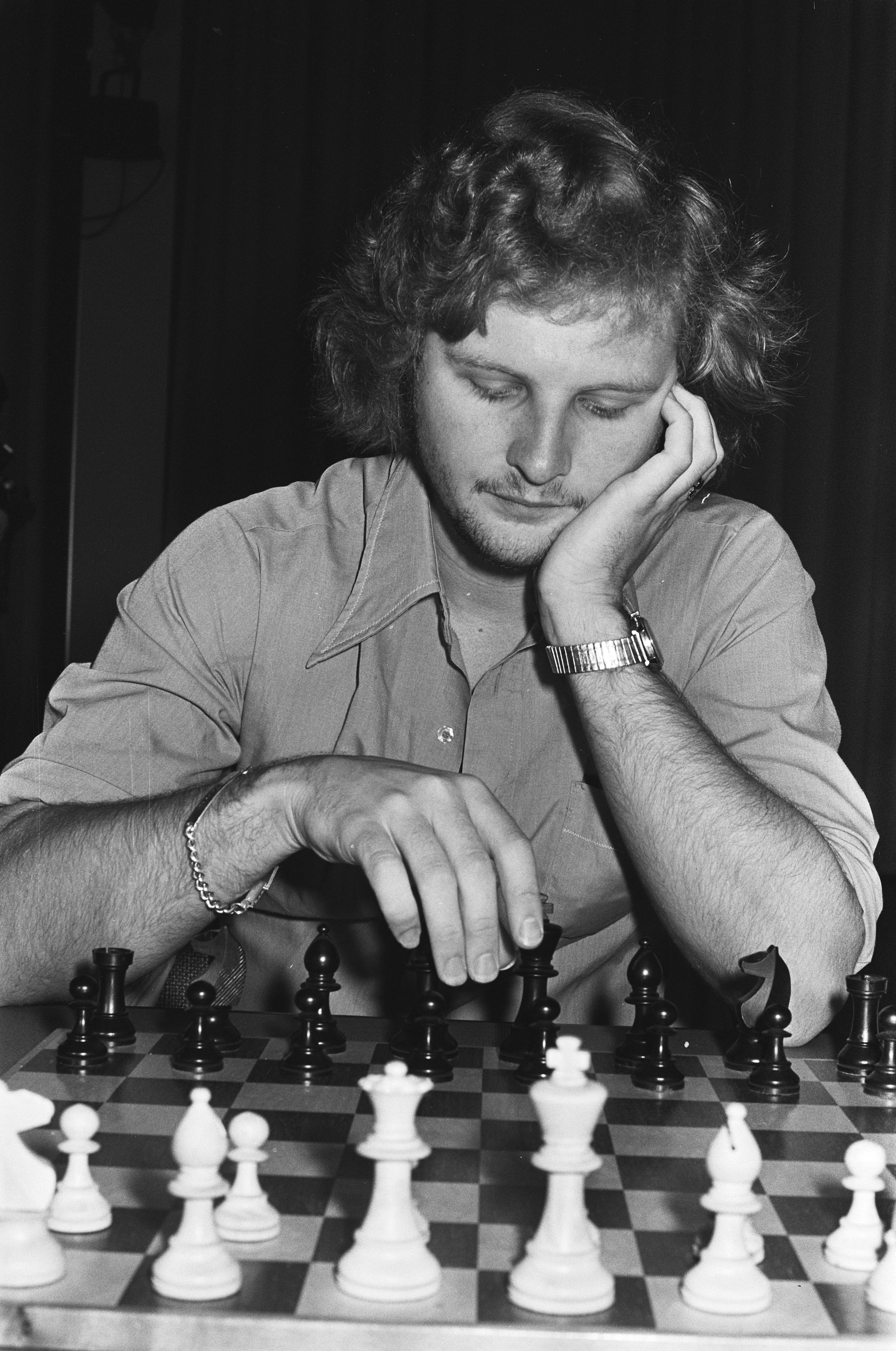
IBM 1977: Ентоні Майлс

| #  | Рік  | Переможець                                                                           |
| -- | ---- | ------------------------------------------------------------------------------------ |
| 1  | 1961 | Кік Лангевег (Нідерланди)                                                            |
| 2  | 1962 | Моше Черняк (Ізраїль) Хіонг Ліонг Тан (Індонезія)                                    |
| 3  | 1963 | Лайош Портіш (Угорщина)                                                              |
| 4  | 1964 | Бент Ларсен (Данія)                                                                  |
| 5  | 1965 | Ян Гейн Доннер (Нідерланди)                                                          |
| 6  | 1966 | Михайло Ботвинник (СРСР)                                                             |
| 7  | 1967 | Лайош Портіш (Угорщина)                                                              |
| 8  | 1968 | Любомир Кавалек (Чехословаччина)                                                     |
| 9  | 1969 | Лайош Портіш (Угорщина)                                                              |
| 10 | 1970 | Борис Спаський (СРСР) Лев Полугаєвський (СРСР)                                       |
| 11 | 1971 | Василь Смислов (СРСР)                                                                |
| 12 | 1972 | Лев Полугаєвський (СРСР)                                                             |
| 13 | 1973 | Тигран Петросян (СРСР) Альбін Планінц (Югославія)                                    |
| 14 | 1974 | Властіміл Янса (Чехословаччина) Володимир Тукмаков (СРСР) Борислав Івков (Югославія) |
| 15 | 1975 | Любомир Любоєвич (Югославія)                                                         |
| 16 | 1976 | Віктор Корчний (Швейцарія) Ентоні Майлс (Англія)                                     |
| 17 | 1977 | Ентоні Майлс (Англія)                                                                |
| 18 | 1978 | Ян Тімман (Нідерланди)                                                               |
| 19 | 1979 | Властіміл Горт (Чехословаччина) Дьюла Сакс (Угорщина)                                |
| 20 | 1980 | Анатолій Карпов (СРСР)                                                               |
| 21 | 1981 | Ян Тімман (Нідерланди)                                                               |